# جاده ۸۶ (ایران)
جاده ۸۶، جاده‌ای است که جنوب غرب ایران را به جنوب شرق آن پیوند می‌دهد. این جاده از اهواز شروع و به باغین کرمان منتهی می‌شود.